# قتل‌عام بور
قتل‌عام بور (انگلیسی: Bor massacre) قتل‌عام حدود ۲۰۰۰ غیرنظامی در روز ۱۵ نوامبر ۱۹۹۱ در بور در طول جنگ داخلی دوم سودان بود. کشتار عمدتاً توسط نیروهای نصیر از SPLA-Nasir به رهبری ریک ماچار و گروه ستیزه‌جوی شناخته شده به عنوان ارتش سفید نئور انجام شد.
عفو بین‌الملل گفت حداقل ۲۰۰۰ دینکا کشته شدند هر چند تعداد واقعی ممکن است بالاتر باشد در سالهای بعد، تقریباً ۲۵۰۰۰ نفر دیگر از قحطی جان خود را از دست دادند؛ چرا که احشامشان دزدیده شده یا کشته شده بودند؛ و جنگ آنها را از زمین‌هایی که کشت کرده بودند آواره کردند.